# ديلوسيمين
ديلوسيمين هو دواء ضاد لمستقبل NMDA ومثبط لاسترداد السيروتونين, وذو تأثيرات واقية عصبية. أجريت عليه دراسات لاحتمال فائدته لعلاج السكتة وكذلك اجريت دراسة في عام 2004 حول احتمال مفعوله المضاد للاكتئاب.

## الأصل
أساس جزيئة ديلوسيمين جاء من أرجيوتوكسين 636, أما التأثير الضاد لمستقبل NMDA فهو من سم عنكبوت Argiope aurantia.